# Trisetum phleoides
Trisetum phleoides är en gräsart som först beskrevs av D'urv., och fick sitt nu gällande namn av Carl Sigismund Kunth. Trisetum phleoides ingår i släktet glanshavren, och familjen gräs. Inga underarter finns listade i Catalogue of Life.